# شهرستان زوبتسوفسکی
شهرستان زوبتسوفسکی (به لاتین: Zubtsovsky District) یک شهرستان در روسیه است که در استان تور واقع شده‌است.